# باباكار سيسي
باباكار سيسي (بالفرنسية: Babacar Cissé)‏ مواليد 2 ديسمبر 1975 في السنغال، هو لاعب كرة سلة سنغالي سابق. بدأ مسيرته الاحترافية في سنة 1990. اعتزل اللعب في 2011. قضى أغلب مسيرته الاحترافية في فرنسا حيث لعب مع إس تي بي لو هافر.

## روابط خارجية
- باباكار سيسي على موقع الاتحاد الدولي لكرة السلة (الإنجليزية)
- باباكار سيسي على موقع كرة السلة الأوروبية.كوم (الإنجليزية)
- باباكار سيسي على موقع ريلجم (الإنجليزية)
- باباكار سيسي على موقع بروبوليرز (الإنجليزية)